# Eleição municipal de João Pessoa em 1992
A eleição municipal de 1992 em João Pessoa, assim como nas demais cidades brasileiras, ocorreu em 3 de outubro de 1992 e elegeu, além do prefeito e do vice-prefeito da cidade, os novos membros da Câmara de Vereadores.
Chico Franca, do PDT (substituiu Lúcia Braga, que teve a candidatura invalidada após uma ação movida pelo PMDB), venceu o primeiro turno com 65.256 sufrágios (41,94% das intenções de voto), contra 45.543 do então deputado estadual Chico Lopes, do PT (29,27% dos votos). No segundo turno, nova vitória de Chico Franca, agora com 102.878 votos (58,91%), enquanto Chico Lopes receberia 71.750 (41,09%).
A situação dos demais candidatos foi a seguinte: Delosmar Júnior (PMDB) teve 30.812 votos (19,8%); Pedro Adelson (PSDB), 10.431 (6,7%); José Bartolomeu (PTB), 1.945 (1,25%); Djacy Lima (PMN), 877 votos (0,56%), e Eduardo de Oliveira e Silva, do PST, foi o candidato menos votado, com 748 votos (0,48% do total). O candidato do PMDB fez uma campanha relativamente inovadora e regada ao ritmo que então emergia na altura fora da Bahia (o Axé Music).
Entre os vereadores, o mais votado foi o ex-governador Wilson Braga, que teve 6.068 votos. O PMDB foi o partido que elegeu a maior bancada de vereadores (5), seguido por PDT, PFL (ambos com 4), PT (3), PL (2), PDS, PST e PSDB (um vereador), Além de Wilson Braga, destacaram-se entre os candidatos eleitos Ricardo Coutinho, Avenzoar Arruda (ambos do PT), João Gonçalves, Durval Ferreira (ambos do PFL), Trocolli Júnior, Ruy Carneiro, Domiciano Cabral, Hervázio Bezerra (todos do PMDB) e Tavinho Santos (PDS).

## Candidatos
|              | Nº | Candidato(a) a prefeito | Candidato(a) a prefeito                                       | Candidato(a) a vice-prefeito | Candidato(a) a vice-prefeito                | Coligação                                                     |
| ------------ | -- | ----------------------- | ------------------------------------------------------------- | ---------------------------- | ------------------------------------------- | ------------------------------------------------------------- |
|              | 12 |                         | Chico Franca (PDT) Francisco Xavier Monteiro da Franca        |                              | Emília Freire                               | Chapa pura - Partido Democrático Trabalhista (PDT)            |
|              | 13 |                         | Chico Lopes (PT) Francisco Lopes da Silva                     |                              | Simão Almeida (PCdoB) Simão de Almeida Neto | Frente Partidos do Povo - Partido Comunista do Brasil (PCdoB) |
|              | 14 |                         | José Bartolomeu (PTB) José Bartolomeu da Silva Filho          |                              | Não disponível                              | Chapa pura - Partido Trabalhista Brasileiro (PTB)             |
|              | 15 |                         | Delosmar Júnior (PMDB) Delosmar Domingos de Mendonça Júnior   |                              | Não disponível                              | Não disponível - Partido Republicano Progressista (PRP)       |
|              | 33 |                         | Djacy Lima (PMN) Djacy Lima de Oliveira                       |                              | Não disponível                              | Não disponível - Partido Verde (PV)                           |
|              | 45 |                         | Pedro Adelson (PSDB) Pedro Adelson Guedes dos Santos          |                              | Não disponível                              | Não disponível - Partido Trabalhista Renovador (PTR)          |
|              | 52 |                         | Eduardo de Oliveira e Silva (PST) Eduardo de Oliveira e Silva |                              | Não disponível                              | Não disponível - Partido Social Democrático (PSD)             |
| Referências: |    |                         |                                                               |                              |                                             |                                                               |

## Resultados

### Prefeito
| Candidato(a)           | Candidato(a)                      | Vice                   | 1º turno 3 de outubro de 1992 | 1º turno 3 de outubro de 1992 | 2º turno 15 de novembro de 1992 | 2º turno 15 de novembro de 1992 |
| Candidato(a)           | Candidato(a)                      | Vice                   | Total                         | Porcentagem                   | Total                           | Porcentagem                     |
| ---------------------- | --------------------------------- | ---------------------- | ----------------------------- | ----------------------------- | ------------------------------- | ------------------------------- |
|                        | Chico Franca (PDT)                | Emília Freire (PDT)    | 65.256                        | 41,94%                        | 102.878                         | 58,91%                          |
|                        | Chico Lopes (PT)                  | Simão Almeida (PCdoB)  | 45.543                        | 29,27%                        | 71.750                          | 41,08%                          |
|                        | Delosmar Júnior (PMDB)            | Não disponível         | 30.812                        | 19,80%                        | Não participaram                | Não participaram                |
|                        | Pedro Adelson (PSDB)              | Não disponível         | 10.431                        | 6,70%                         | Não participaram                | Não participaram                |
|                        | José Bartolomeu (PTB)             | Não disponível         | 1.945                         | 1,25%                         | Não participaram                | Não participaram                |
|                        | Djacy Lima (PMN)                  | Não disponível         | 877                           | 0,56%                         | Não participaram                | Não participaram                |
|                        | Eduardo de Oliveira e Silva (PST) | Não disponível         | 748                           | 0,48%                         | Não participaram                | Não participaram                |
| Total de votos válidos | Total de votos válidos            | Total de votos válidos | 209.431                       |                               | 174.629                         |                                 |
| → Votos em branco      | → Votos em branco                 | → Votos em branco      | 27.678                        |                               | 2.599                           |                                 |
| → Votos nulos          | → Votos nulos                     | → Votos nulos          | 28.370                        |                               | 26.370                          |                                 |
| Total de votos         | Total de votos                    | Total de votos         | 209.431                       |                               | 203.597                         |                                 |
| Abstenções             | Abstenções                        | Abstenções             | 36.691                        | 14,77%                        | 44.754                          | 18,02%                          |
| Total de inscritos     | Total de inscritos                | Total de inscritos     | 248.351                       |                               | 248.351                         |                                 |

## Vereadores eleitos
| Candidato eleito              | Partido | Votação | Porcentagem | Cidade onde nasceu | Unidade federativa |
| Wilson Braga                  | PDT     | 6.068   | 6,12%       | Conceição          | Paraíba            |
| João Gonçalves                | PFL     | 1.962   | 1,33%       | João Pessoa        | Paraíba            |
| Ruy Carneiro                  | PMDB    | 1.858   | 1,26%       | Rio de Janeiro     | Rio de Janeiro     |
| Genivaldo Fausto              | PFL     | 1.701   | 1,16%       | Pilar              | Paraíba            |
| Carlos Alberto                | PFL     | 1.603   | 1,09%       |                    |                    |
| Durval Ferreira               | PFL     | 1.670   | 1,52%       | João Pessoa        | Paraíba            |
| Creusa Pires                  | PDT     | 1.490   | 1,01%       | João Pessoa        | Paraíba            |
| Hervázio Bezerra              | PMDB    | 1.454   | 0,99%       | João Pessoa        | Paraíba            |
| Vandi Brito                   | PL      | 1.416   | 0,96%       | João Pessoa        | Paraíba            |
| Reginaldo Pereira             | PMDB    | 1.620   | 1,47%       | João Pessoa        | Paraíba            |
| Ricardo Coutinho              | PT      | 1.381   | 0,94%       | João Pessoa        | Paraíba            |
| Pinto do Acordeon             | PDT     | 1.523   | 0,91%       | Conceição          | Paraíba            |
| Trocolli Júnior               | PMDB    | 1.292   | 0,88%       | João Pessoa        | Paraíba            |
| Severino Ramos                | PDT     | 1.283   | 0,87%       |                    |                    |
| Josauro                       | PL      | 1.254   | 0,85%       | São Mamede         | Paraíba            |
| Domiciano Cabral              | PMDB    | 1.241   | 0,84%       | João Pessoa        | Paraíba            |
| Marco Queiroga                | PST     | 1.138   | 0,78%       | João Pessoa        | Paraíba            |
| Tavinho Santos                | PDS     | 1.125   | 0,76%       | João Pessoa        | Paraíba            |
| Zé Eduardo                    | PSDB    | 1.100   | 0,75%       |                    |                    |
| Carlos Barbosa de Sousa (CBS) | PT      | 1.029   | 0,7%        | Conceição          | Paraíba            |
| Avenzoar Arruda               | PT      | 1.027   | 0,7%        | Bonito de Santa Fé | Paraíba            |

## Representação numérica dos partidos na Câmara dos Vereadores
| Partido | Votos  | Votos válidos(%) | Número de Vereadores |
| PDT     | 32.810 | 22,19            | 5                    |
| PFL     | 26.886 | 18,15            | 4                    |
| PMDB    | 26.269 | 17,85            | 4                    |
| PT      | 13.078 | 8,91             | 3                    |
| PDS     | 10.489 | 7,11             | 2                    |
| PSDB    | 10.350 | 7,03             | 1                    |
| PL      | 7.501  | 5,09             | 2                    |
| PTB     | 5.301  | 3,60             | 0                    |
| PCN     | 4.979  | 3,39             | 0                    |
| PSB     | 2.434  | 0,66             | 0                    |
| PST     | 2.237  | 1,51             | 0                    |
| PMN     | 1.590  | 1,08             | 0                    |
| PTR     | 1.540  | 1,06             | 0                    |
| PCdoB   | 1.053  | 0,72             | 0                    |
| PSD     | 313    | 0,21             | 0                    |
| PPS     | 292    | 0,20             | 0                    |
| PV      | 18     | 0                | 0                    |
| PRP     | 16     | 0,01             | 0                    |

## Links
- Resultado do segundo turno as Eleições de 1992 em João Pessoa[ligação inativa] ((em português))